# Joan Buades i Beltran
Joan Buades i Beltran   (Inca, 8 de juliol de 1963) és un professor, escriptor i investigador especialitzat en recerca sobre les relacions entre turisme, globalització i canvi climàtic. El 2016 va publicar la seva primera novel·la: Crui. Els portadors de la torxa, que fou guardonada amb el premi Joan Crexells que atorga l'Ateneu Barcelonès.
Va formar part de l'equip de recerca de l'ONG catalana AlbaSud, amb especial atenció a la relació entre turisme i el canvi climàtic. En representació d'Els Verds d'Eivissa dins del Pacte Progressista, va ser regidor de l'ajuntament de Sant Josep de sa Talaia (1995-2000) i diputat al Parlament de les Illes Balears (1999-2003) per a la circumscripció d'Eivissa. En aquest període va ser un dels principals impulsors de la implantació de la fiscalitat ambiental sobre el turisme a través de l'anomenada Ecotaxa. El 19 d'abril del 2000, la presidenta del Consell Insular d'Eivissa, Pilar Costa Serra, va destituir-lo i va provocar així una crisi al pacte de progrés.

## Obra publicada
Llibres
- Crui. Els portadors de la torxa. Eivissa: Edicions Aïllades, 2016. 302 p. ISBN 978-84-943855-4-4
- Do not disturb Barceló. Viaje a las entrañas de un imperio turístico. Barcelona: Icaria, 2009. 190 p. ISBN 978-84-9888-095-3.[9]
- El Món a l'escola / L'escola del món. Manual d'educació intercultural per a la Secundària de les Illes Balears Palma: Conselleria d'Afers Socials, Promoció i Immigració (Govern de les Illes Balears), 2007. 102 p. ISBN 978-84-96816-43-5. «PDF».
- Exportando paraísos. La colonización turística del planeta. Palma: La Lucerna, 2006. 133 p. ISBN 84-933808-7-3.
- Gabriel Buades i Pons. Pol·len llibertari. Palma: Associació Cultural Índex i Edicions El Moixet Demagog, 2005. 67 p. DL: PM 2481-2005.
- On brilla el sol. Turisme a Balears abans del boom. Eivissa: Res Pública Edicions, 2004. 253 p. ISBN 84-89810-60-5